# Mormonia marginata
Mormonia marginata är en fjärilsart som beskrevs av Fabricius 1775. Mormonia marginata ingår i släktet Mormonia och familjen nattflyn. Inga underarter finns listade i Catalogue of Life.